# 枫丹厄德堡
方丹厄德堡（法語：Fontaine-Heudebourg，法語發音：[fɔ̃tɛn ødbuʁ]）是法国厄尔省的一个旧市镇，属于莱桑德利区。2016年1月1日，方丹厄德堡和相邻的另外两个市镇合并为新市镇克莱瓦莱德尔（Clef Vallée d'Eure）。

## 地理
方丹厄德堡（49°7'45"N, 1°12'44"E）面积4.05 平方千米，位于法国诺曼底大区厄尔省，该省份为法国北部内陆省份，北起滨海塞纳省，西接奧恩省和卡爾瓦多斯省，南至厄尔-卢瓦省，东临瓦兹省、瓦兹河谷省和伊夫林省。
与方丹厄德堡接壤的市镇（或旧市镇、城区）包括：阿伊、厄尔河畔卡伊、拉克鲁瓦-圣勒夫鲁瓦、厄尔河畔厄德勒维尔。
方丹厄德堡的时区为UTC+01:00、UTC+02:00（夏令时）。

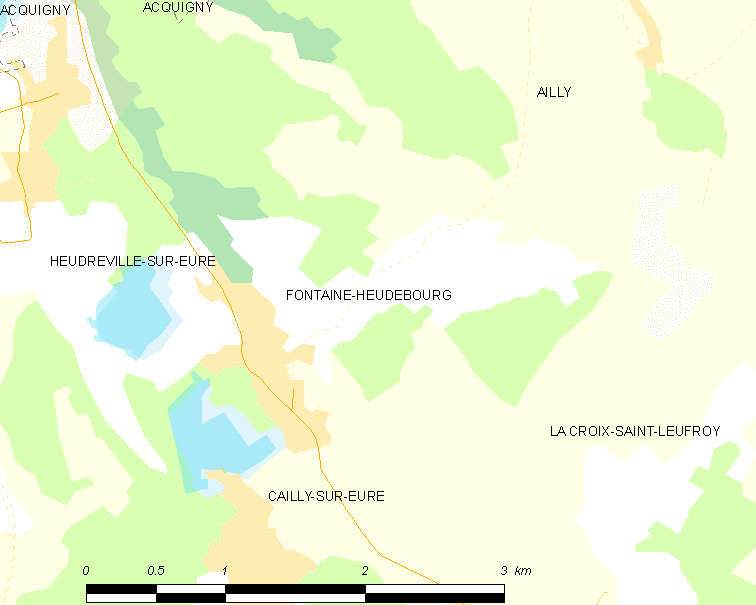
方丹厄德堡的OSM定位图

## 行政
方丹厄德堡的邮政编码为27490，INSEE市镇编码为27250。

## 政治
方丹厄德堡所属的省级选区为加永县。

## 人口

1962-2008年间方丹厄德堡人口变化图示

方丹厄德堡于2018年1月1日时的人口数量为826人。